# Qāţūl
Qāţūl (persiska: قاطول, قاطون) är en ort i Iran.   Den ligger i provinsen Semnan, i den centrala delen av landet, 100 km sydost om huvudstaden Teheran. Qāţūl ligger 861 meter över havet och antalet invånare är 164.
Terrängen runt Qāţūl är platt åt sydost, men åt nordväst är den kuperad. Terrängen runt Qāţūl sluttar söderut.Runt Qāţūl är det glesbefolkat, med 9 invånare per kvadratkilometer. Trakten runt Qāţūl består till största delen av jordbruksmark.